# Hugo Fuchs (Mediziner)
Hugo Fuchs (* 24. Dezember 1875 in Bornich; † 8. Oktober 1954 in Darmstadt) war ein deutscher Anatom und Professor an der Universität Göttingen und Wirbeltiermorphologe.

## Werdegang
Er war ein Sohn des Pfarrers und Lepidopterologen August Fuchs und studierte Medizin in Halle a.d.S. und Würzburg, wo er 1897 zum Dr. med. promovierte. Nach Stationen in Erlangen und Innsbruck habilitierte er sich 1904 in an der Universität Straßburg und wurde dort 1910 zum apl. Professor ernannt. Nach einer Chefarztstelle in einem Feldlazarett ging er 1918 nach Freiburg a. Br. und wurde 1919 zum ao. Professor an die Universität Königsberg berufen. Im selben Jahr vertrat er in Marburg (Lahn) und wurde als ordentlicher Professor der Anatomie nach Göttingen berufen. Dort wurde er 1941 emeritiert. Seit 1909 war Fuchs Mitglied der Leopoldina, seit 1921 war er Mitglied der Akademie der Wissenschaften zu Göttingen. Seine Leistungen liegen auf dem Gebiet der Embryonalentwicklung des Schädels und des Schultergürtels der Wirbeltiere, wo er teilweise andere Theorien vertrat als Ernst Gaupp.
Um 1920 ging Fuchs polemisch gegen die anthroposophischen Theorien Rudolf Steiners vor. Zum 1. April 1933 trat Fuchs in die NSDAP ein (Mitgliedsnummer 1.832.672) und unterzeichnete im November 1933 das Bekenntnis der deutschen Professoren zu Adolf Hitler. Im Mai 1933 beantragte Fuchs die Errichtung einer Professur für Anthropologie und Eugenik in Göttingen.

## Schriften
- Beobachtungen an Sekret- und Flimmerzellen, 1904
- Von dem Ductus angularis oris der Arrauschildkröte (Podocnemis expansa) : (Ein neues Organ?), 1931